# Frontera entre Alemanya i Suïssa
La frontera entre Alemanya i Suïssa es la frontera internacional entre Alemanya, estat membre de la Unió Europea i de l'Espai Schengen, i Suïssa, que no forma part de la Unió Europea però sí de la Zona Schengen. Separa els länder alemanys de Baden-Württemberg i Baviera dels cantons suïssos de Schaffhausen, Basilea-Ciutat i Basilea-Camp, Turgòvia, Sankt Gallen, Zuric i Argòvia.

## Traçat
La major part del seu recorregut correspon al límit natural format pel Rin (l'Alt Rin a la seva part oriental i el llac de Constança per la part est). La frontera entre els dos estats està formada per dues seccions diferenciades.

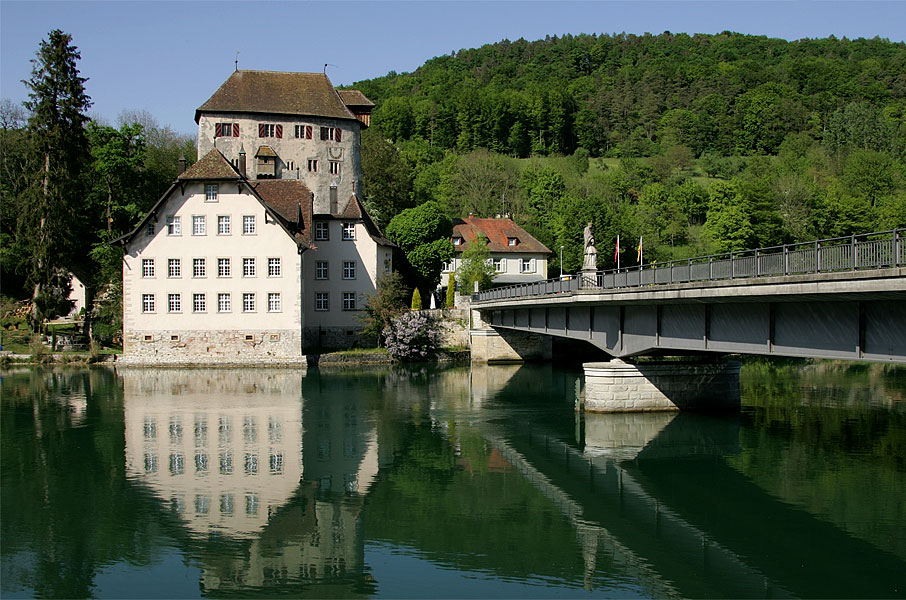
Frontera a Hohentengen am Hochrhein - Kaiserstuhl.

### Secció principal
La secció principal pren direcció d'est a oest en 334 km. Comença al trifini on es junten les fronteres  francoalemanya i franco-suïssa sobre el Rin (materialitzat al marge de Basilea pel monument del Dreiländereck.
Inclou els municipis suïssos de Riehen i Bettingen i els barris de Basilea situats al marge dret del riu, després corre pel centre fins al nivell de la localitat alemanya de Hohentengen am Hochrhein. Després segueix el contorn de la successió de territoris suïssos situat a la riba dreta formant el cantó de Schaffhausen, fins a la ciutat alemanya d'Öhningen. Després continua seguint el curs del Rin compartint les dues parts de llac de Constança (l'Untersee i l'Obersee). El trifini format per les fronteres austríaco-alemanya i austro-suïssa posa fi a la frontera entre Alemanya i Suïssa, trobada enmig del llac, que es divideix entre els tres estats riberencs (Suïssa, Alemanya i Àustria).
Tota la part de la frontera del llac de Constança es considera un límit tècnic i no un límit legal. De fet, el llac és considerat un condomini sota la sobirania conjunta dels tres països que el voregen.

### Secció secundària

Mapa del cantó de Schaffhausen i de l'enclavament alemany de Büsingen (en roig)

La segona secció es troba al mig de la secció principal. Envolta l'enclavament alemany de Büsingen am Hochrhein, que es troba a l'est de la ciutat suïssa de Schaffhausen a la riba dreta del Rin, on està envoltada pel cantó de Schaffhausen, mentre que es vorejada a la riba esquerra dels cantons de Turgòvia i Zuric.

## Història
L'Alt Rin ha tingut el caràcter de la frontera nord de l'Antiga Confederació Suïssa des de la Guerra de Suàbia i l'accessió del cantó de Basilea en 1499-1501, dividint la Confederació Suïssa del Cercle Suabi del Sacre Imperi Romanogermànic; amb la Pau de Westfàlia de 1648, la frontera va adquirir l'estatus d'una frontera internacional de iure.
Amb petits canvis (com l'adquisició de Rafzerfeld en 1651), es va mantenir inalterada, ja que, fins i tot durant l'època napoleònica, dividia dos estats client francesos (república Cisrenana i República Helvètica) i més tard la Confederació del Rin de la Confederació Suïssa restaurada i eventualment la Confederació Germànica de la Suïssa moderna.
La frontera va continuar fins i tot durant l'Alemanya nazi (encara que amb l'"Anschluss" d'Àustria, la frontera germano-suïssa va incloure tècnicament la frontera austro-suïssa a partir de 1938 i fins a la formació de la República Federal Alemanya el 1949).
El 12 de desembre de 2008, Suïssa va implementar l'Acord de Schengen. S'han eliminat tots els controls del passaport per als viatgers que creuen la frontera; no obstant això, els funcionaris de duanes d'ambdós països encara estan autoritzats a realitzar controls duaners en els passos fronterers, ja que Suïssa no es troba a la Unió Duanera de la Unió Europea.
A mitjan 2016, durant la crisi dels refugiats a Europa, el govern alemany va desplegar 90 guàrdies fronterers addicionals i 40 policies per reduir el nivell de la immigració il·legal que passava per Suïssa.

## Galeria

Duanes i fites
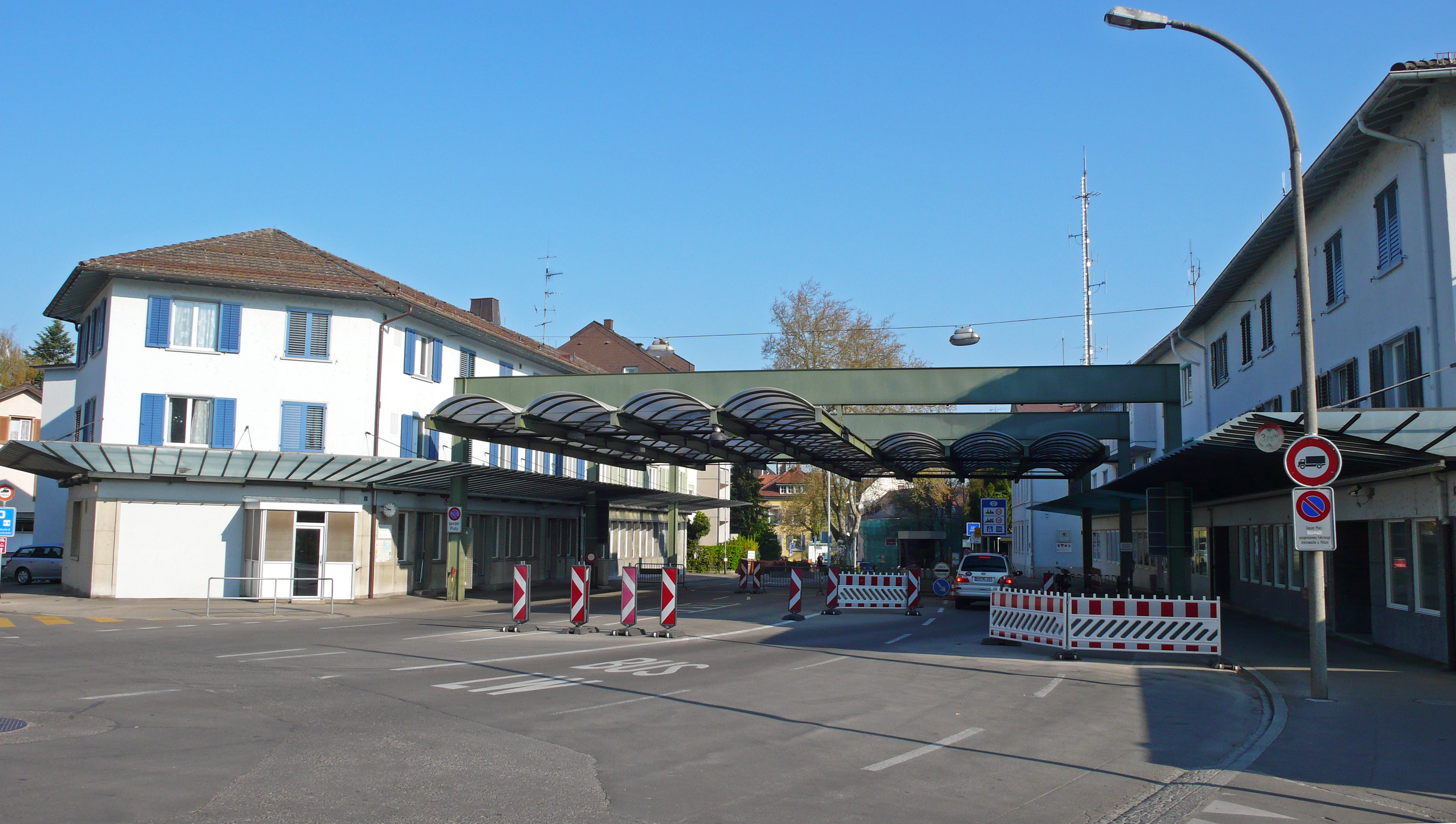
Oficina duanera entre Kreuzlingen (TG) i Constança (D)
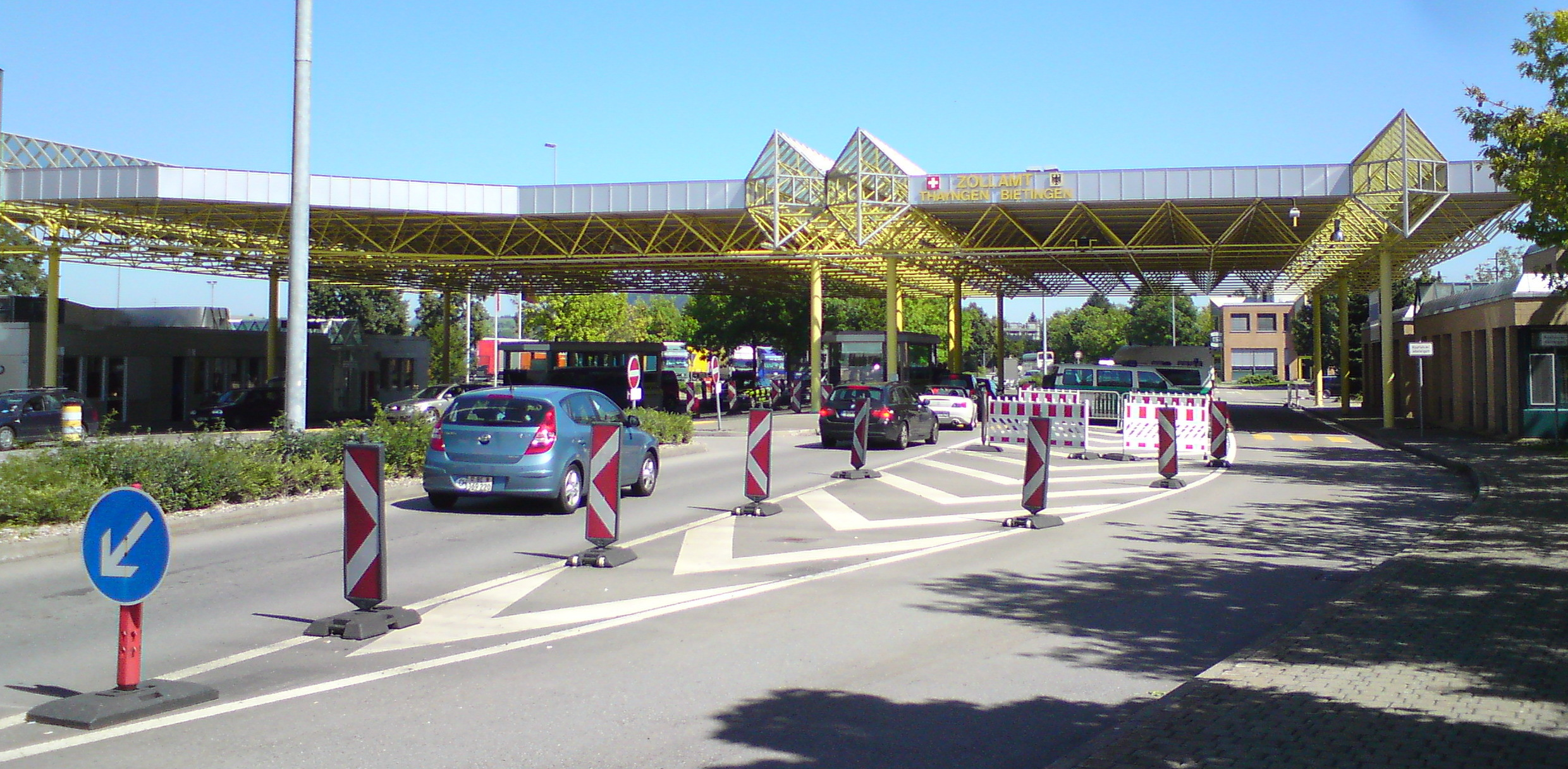
Oficina duanera entre Thayngen (SH) i Bietingen (D)
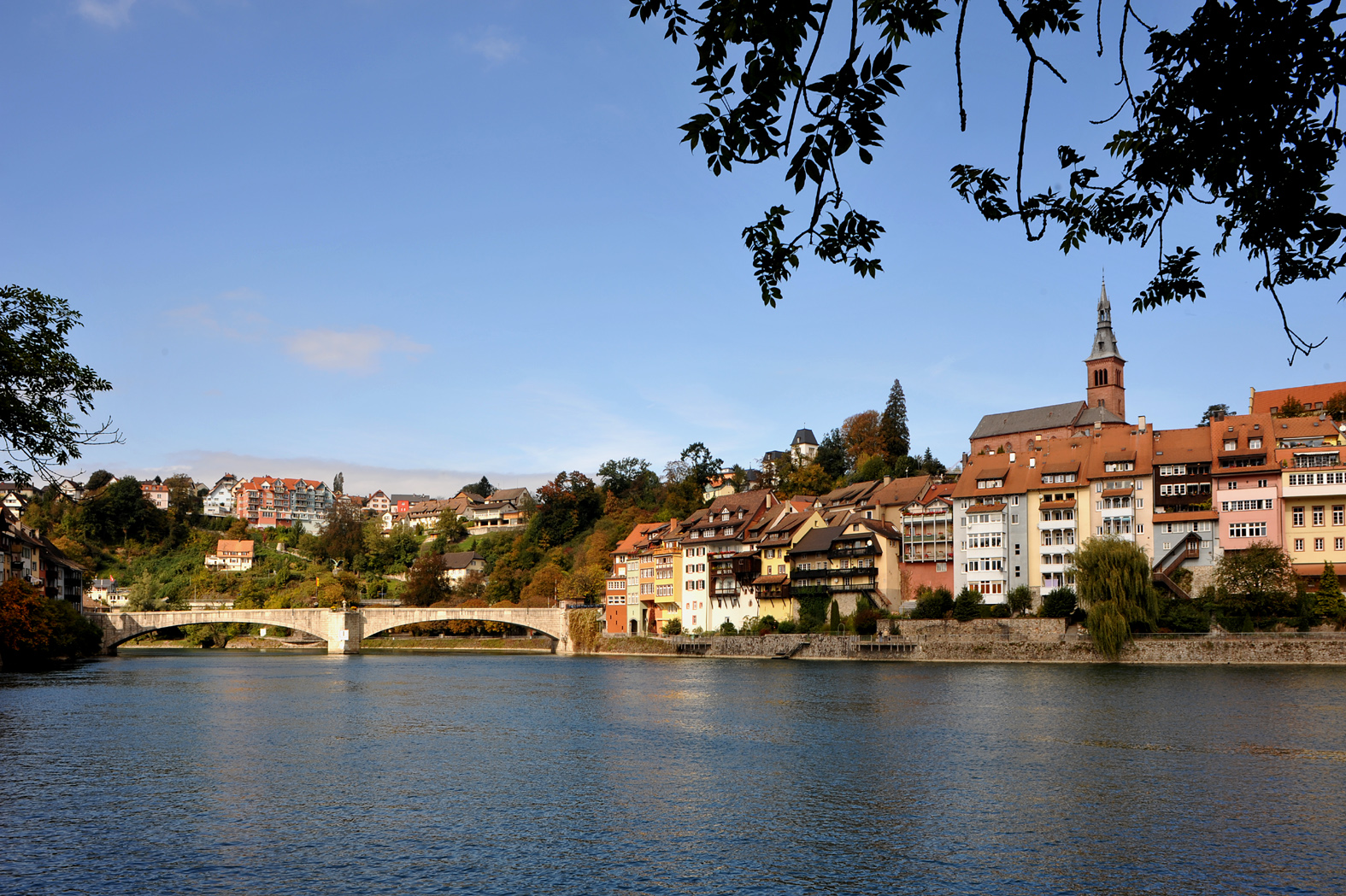
Pont entre Laufenburg (D) i Wahlen (BL)
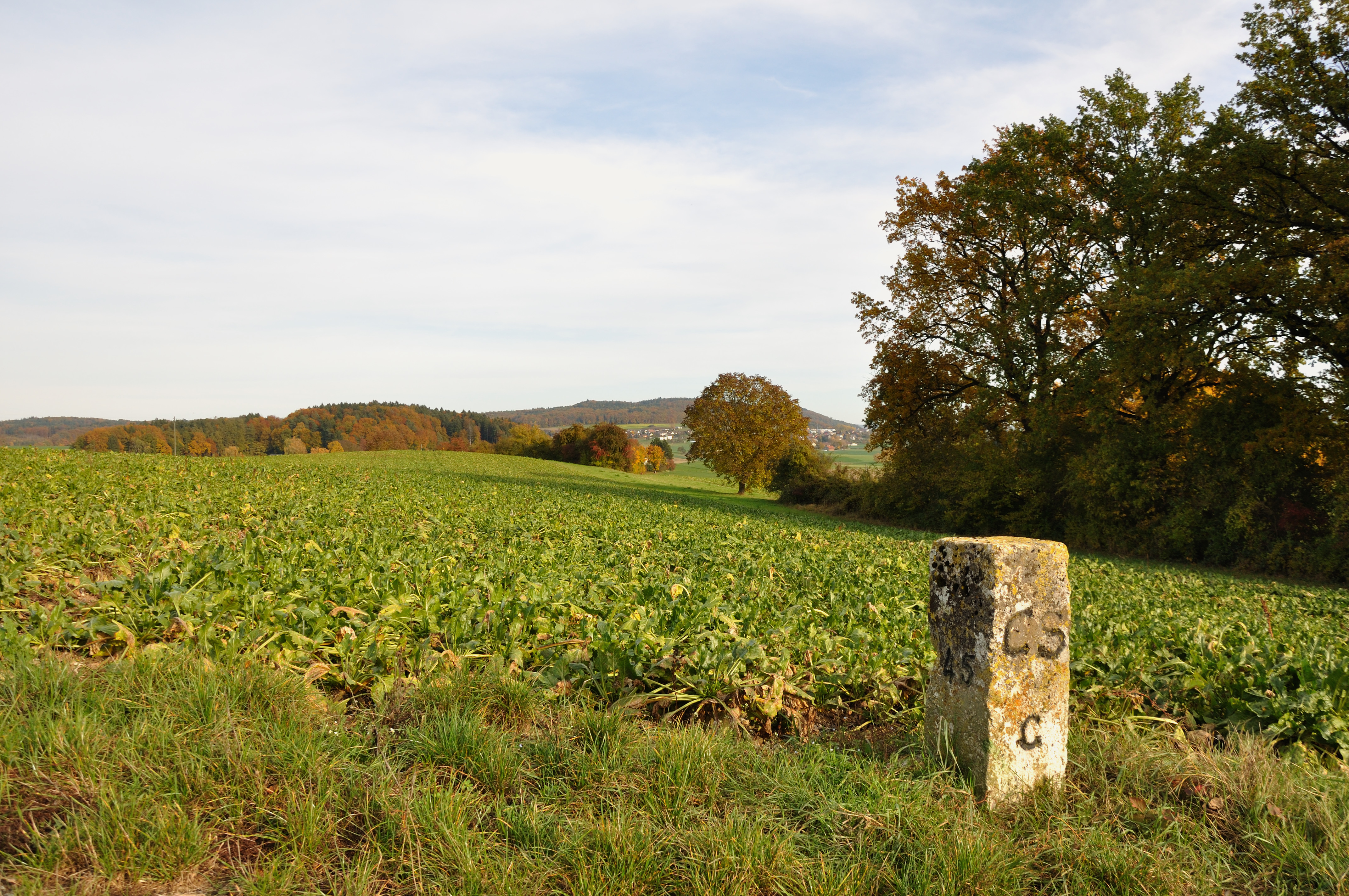
Fita fronterera entre Suïssa i Alemanya prop de Dörflingen (SH)